# Peggy Lipton
Pour les articles homonymes, voir Lipton (homonymie).
Peggy Lipton, née le 30 août 1946 à New York et morte le 11 mai 2019 à Los Angeles,, est une actrice américaine et une ancienne mannequin.
Elle est devenue célèbre grâce à son rôle le plus connu, celle d'une jeune fleuriste nommée Julie Barnes, dans la série télévisée de contre-culture ABC La Nouvelle Équipe (1968-1973) pour lequel elle remporte le Golden Globe de la meilleure actrice dans une série télévisée dramatique en 1970. Sa carrière de près de cinquante ans, à la télévision, au cinéma et sur scène, a inclus des apparitions dans diverses autres séries télévisées, notamment dans le rôle de Norma Jennings dans Twin Peaks de David Lynch. Lipton a épousé le musicien et producteur Quincy Jones et est mère de leurs deux filles, Rashida Jones et Kidada Jones, devenues également actrices.

## Biographie

### Jeunesse
Née à New York le 30 août 1946, Peggy Lipton est élevée dans une famille juive de la classe moyenne. Son père Harold Lipton (1911-1999) est juriste d'entreprise, et sa mère Rita Benson (1912-1986), artiste,. Ses grands-parents paternels étaient des juifs de Russie, et sa mère est née à Dublin en Irlande, de parents juifs émigrés d'Europe de l'Est,.
Peggy Lipton grandit à Long Island avec ses frères, Robert, qui deviendra acteur, et Kenneth. Elle fréquente le lycée Lawrence et l'école professionnelle des enfants. Abusée sexuellement par un oncle, Peggy Lipton devient une enfant nerveuse et solitaire. Des accès de bégaiement l'empêchent parfois de dire son propre nom. En 1964, la famille déménage à Los Angeles ; Peggy devient, à ses dires, une « Hippie Topanga Canyon », explorant méditation et yoga, et subsistant de gâteaux de riz et de fromage cottage[réf. nécessaire].

### Carrière
Le père de Peggy Lipton a organisé ses premiers travaux de modélisation à New York, tandis que sa mère l’encourageait à prendre des cours de théâtre. À 15 ans, Lipton est devenue un mannequin de l'Agence Ford et de là s'ensuivit le succès de sa carrière. Après qu'elle et sa famille ont déménagé à Los Angeles en 1964, Lipton a signé un contrat avec Universal Pictures. Elle fait ses débuts à la télévision à l'âge de 19 ans dans la sitcom NBC John Forsythe Show (1965). Entre 1965 et 1968, elle est apparue dans les épisodes de la série suivante : Ensorcelé, Le Virginien, Les Envahisseurs, La Route de l'Ouest, Le F. B. I., de Walt Disney, Willie et le Yankee, L'Heure d'Alfred Hitchcock, et M. Novack.
Elle est devenue célèbre avec La Nouvelle Équipe. Apparaissant perdue et vulnérable, comme l'a écrit David Hutchings, son interprétation de Julie Barnes en « canari à l'aile cassée » lui a valu quatre nominations aux Emmy Awards et quatre nominations aux Golden Globes. En 1971, elle a remporté un Golden Globe de la meilleure actrice dans une série télévisée dramatique. Mince avec de longs cheveux blonds, habillée en mini-jupes, ou en pantalons pattes d'éléphant, son personnage de Julie Barnes devint une icône de la mode hippie de son temps[réf. à confirmer].

#### Chant
En tant que chanteuse, Peggy Lipton a connu un certain succès, trois de ses singles parviennent au palmarès : Stoney End (n° 121 Bubbling Under Hot en 1968, plus tard devenu un single de Barbra Streisand en 1970) et Lu (1970), écrit par Laura Nyro. Son Wear Your Love Like Heaven de 1970 a été écrit par Donovan. Stoney End est inclus dans son album Peggy Lipton (Ode Records) de 1968, et qui a été publié sur CD le 29 juillet 2014 par RealGone Music, avec d'autres chansons et matériels inédits (dix-neuf morceaux en tout). Lipton est répertoriée comme l'une des nombreuses co-auteurs de Frank Sinatra dont la chanson de 1984 L.A. Is My Lady (« L.A. est ma dame »).

#### De retour au cinéma
En 1988, Peggy Lipton revint à sa carrière d'actrice. Elle a attiré l'attention avec sa performance en tant que Norma Jennings dans la populaire série télévisée Twin Peaks (1990-91), et a depuis joué dans de nombreuses émissions de télévision, y compris des rôles récurrents dans Crash et Populaire. En 2017, elle fait une reprise de son personnage de Norma Jennings dans la reprise de la série, Twin Peaks: The Return.

### Vie privée
Au cours de la fin des années 1960 et au début des années 1970, Peggy Lipton s'est liée à une série d'hommes alcooliques, violents, ou mariés. Elle a également eu une relation avec le Beatle Paul McCartney de 1965 à 1968. Lorsque Paul venait aux États-Unis, il passait beaucoup de temps avec Peggy, très amoureuse. Mais Paul McCartney cumule les histoires amoureuses ; en 1968, Paul venu à Los Angeles contacte Linda Eastman afin qu'ils passent la soirée ensemble. Peggy, au courant de la présence de Paul aux États-Unis, accourt à l'hôtel où il est descendu, mais se voit éconduire par Barry Miles comme une vulgaire groupie, elle ne reverra pas Paul. Elle apprendra son mariage avec Linda en 1969, en restera inconsolable au point de consommer de la drogue.
Peggy Lipton a évoqué cette période dans sa biographie Respirer (2005), co-écrit par David et Coco Dalton. 
Peggy Lipton épouse le musicien et producteur Quincy Jones en 1974, et fait une pause dans le cinéma pour se consacrer à sa famille (avec une exception notable de figurante dans le film Le Retour de la Mod Squad en 1979), à leurs deux filles, Rashida et Kidada Jones. Lipton et Jones se séparent en 1986, et divorcent en 1990.
En 2004, elle révèle son cancer du côlon et son traitement. A partir de 2003, Jack Chartier, à l'époque chef d'état-major de Alan Hevesi, puis contrôleur de l'État à New York, verse une somme de 90 000 $ à Lipton pour l'aider à payer ses loyers et factures d’hôpitaux. Il a également investi 44 000 $ supplémentaires en fonds de caisse de retraite pour une entreprise dans laquelle une des filles de Lipton est impliquée.

## Filmographie

### Films
| Année | Titre                                                  | Rôle            | Notes                |
| ----- | ------------------------------------------------------ | --------------- | -------------------- |
| 1968  | El Gringo (Blue)                                       | Laurie Kramer   |                      |
| 1988  | Purple People Eater                                    | Maman           |                      |
| 1989  | Kinjite: Sujets interdits                              | Kathleen Crowe  |                      |
| 1990  | Charme Mortel                                          | Jane Sims       | Vidéo                |
| 1991  | Véritable Identité                                     | Rita            |                      |
| 1992  | Twin Peaks: Fire Walk with Me                          | Norma Jennings  |                      |
| 1997  | Postman, The The Postman                               | Ellen Mars      |                      |
| 2000  | Dans les griffes de la mode (The Intern)               | Roxanne Rochet  |                      |
| 2000  | Dis maman, comment on fait les bébés ? (Skipped Parts) | Laurabel Pierce |                      |
| 2001  | Jackpot                                                | Janice          |                      |
| 2010  | C'était à Rome (When in Rome)                          | Priscilla       |                      |
| 2014  | Twin Peaks: Les Pièces Manquantes                      | Norma Jennings  | des images d'archive |
| 2017  | Mes vies de chien (A Dog's Purpose)                    | Hannah adulte   |                      |

### Télévision
| Année   | Titre                                      | Rôle                  | Notes                                                                         |
| ------- | ------------------------------------------ | --------------------- | ----------------------------------------------------------------------------- |
| 1965    | Bewitched                                  | Secretary             | "Your Witch Is Showing"                                                       |
| 1965    | Mr. Novak                                  | Selma                 | "And Then I Wrote..."                                                         |
| 1965    | Suspicion                                  | Mary Winters          | "Night Fever"                                                                 |
| 1965    | The John Forsythe Show                     | Joanna                | "Super Girl"                                                                  |
| 1966    | Le Virginien                               | Dulcie Colby          | "The Wolves Up Front, the Jackals Behind"                                     |
| 1967    | Walt Disney's Wonderful World of Color     | Oralee Prentiss       | "Willie and the Yank: The Deserter", "Willie and the Yank: The Mosby Raiders" |
| 1967    | Bob Hope Presents the Chrysler Theatre     | Jill                  | "A Song Called Revenge"                                                       |
| 1967    | The Road West                              | Jenny Grimmer         | "Elizabeth's Oddyssey"                                                        |
| 1967    | Les Envahisseurs                           | Bride                 | "Wall of Crystal"                                                             |
| 1968-73 | La Nouvelle Équipe                         | Julie Barnes          | Main role                                                                     |
| 1979    | The Return of Mod Squad                    | Julie Barnes          | TV film                                                                       |
| 1990    | Le Voyageur                                | Helen                 | "Working Girl"                                                                |
| 1990-91 | Twin Peaks                                 | Norma Jennings        | Main role                                                                     |
| 1992    | Secrets                                    | Olivia Owens          | TV miniseries                                                                 |
| 1993    | Angel Falls                                | Hadley Larson         | Main role                                                                     |
| 1994    | The Spider and the Fly                     | Helen Stroud          | TV film                                                                       |
| 1994    | Deadly Vows                                | Nancy Weston          | TV film                                                                       |
| 1994    | Wings                                      | Miss Laurie Jenkins   | "Miss Jenkins"                                                                |
| 1996    | Justice for Annie: A Moment of Truth Movie | Carol Mills           | TV film                                                                       |
| 2000    | American 70's - Ces années-là              | Gloria Steinem        | TV film                                                                       |
| 2000    | Popular                                    | Kelly Foster          | Recurring role                                                                |
| 2004    | Alias                                      | Olivia Reed           | Recurring role                                                                |
| 2005    | Cuts                                       | Marsha                | "The Turkey Triangle"                                                         |
| 2007    | Rules of Engagement                        | Fay                   | "A Visit from Fay"                                                            |
| 2009    | Crash                                      | Susie                 | Recurring role                                                                |
| 2012    | House of Lies                              | Phoebe Van Der Hooven | "Prologue and Aftermath"                                                      |
| 2014    | Psych                                      | Scarlett Jones        | "1967: A Psych Odyssey"                                                       |
| 2016    | Angie Tribeca                              | Tribeca's Mom         | "Electoral Dysfunction"                                                       |
| 2017    | Twin Peaks                                 | Norma Jennings        | "1.1"                                                                         |